# ACG (サブカルチャー)
ACG（エーシージー）とは、中国語圏において主に用いられる日本のアニメ（Anime）、漫画（Comic）、コンピューターゲーム（Game）の文化を反映した「2次元」コンテンツの総称。1995年に台湾で呼称として使われ始め、後に香港や中国大陸にも広がった。

## 語源
1995年に台湾のアニプスとコミックのファン、「AIplus」という名前を使って国立中山大学の電子掲示板を設置した。アニメーション、漫画、ゲームなどを指す「ACG_Review Board」と命名された。 それは、用語「ACG」の最初の出現であると考えられている。

## 概要
ACGの人気と影響力は急成長を遂げており、現在、中国の市場においてACG文化は2億人のファンを抱え、その内の6000万人がハードコアなファンと見られている。また、ポテンシャルを含めたユーザーの規模でいうと3億人とも推計されている。背景には、正規版への需要の高まりと、中国国内での国産ACGに対する投資と開発の推進がある。そのような中で、中国産の青少年向けのアニメが登場し、萌娘百科や巴哈姆特電玩資訊站などのACGポータルサイトも充実した。
近年ではライトノベルに代表される小説のNovelを加えACGNと呼んだり、単にACGと表記した場合でもライトノベルに関連するコンテンツを含んでいる場合がある。